# バレー (アンギラ)
バレー（The Valley、ヴァリー、ザ・バレーとも言う）は、カリブ海の小アンティル諸島のリーワード諸島に浮かぶ、イギリス領アンギラの首府であり、アンギラ島の最大の町である。首府と言っても、人口1,000人ほどの特に見所もない様な小さい町である。しかし、ここにはTシャツを売る小さな雑貨屋や郵便局、ミュージアム、地元の美術品や工芸品を売る店などがあり、イギリス植民地時代を残す建物や教会などもある。郊外にクレイトン・J・ロイド国際空港（ウォールブレイク空港）がある。

## 歴史
1787年に造られたウォールブレイクハウス（Wallblake House）はアンギラ島で、最も古いプランテーション農園の大邸宅の一つである。しかし、1796年11月フランスの艦隊がバレーとサウスヒルのアンギラ島の主要な村を侵攻及び攻撃した。バレーにあるウォールブレイクハウスも攻撃された。アンギラ島はアンティグア島の管理下のイギリス植民地であったが、1825年アンギラ島の植民地政府側は反対の抗議をしたにもかかわらず、イギリスはアンギラ島をセントキッツ・ネイビスの管理下に置いた（セントクリストファー＝ネイビス＝アンギラ）。イギリスはほとんど全ての、アンギラ島のバレーの行政などの主権を、セントキッツ島のバセテールに置いたため、イギリスはバレーにあった重要な植民地建造物などほとんど取り壊した。その結果、バレーはアンギラ島の中心地の村だが、ほとんど歴史的建造物など何も無い村だった。1980年にアンギラは独立を主張するセントキッツ・ネイビスから正式に分離され、イギリス自治領に留まると、バレーは再びアンギラの首府となった。

## 気候
| バレーの気候           | バレーの気候 | バレーの気候 | バレーの気候 | バレーの気候 | バレーの気候 | バレーの気候 | バレーの気候 | バレーの気候 | バレーの気候 | バレーの気候 | バレーの気候 | バレーの気候 | バレーの気候 |
| 月                     | 1月          | 2月          | 3月          | 4月          | 5月          | 6月          | 7月          | 8月          | 9月          | 10月         | 11月         | 12月         | 年           |
| ---------------------- | ------------ | ------------ | ------------ | ------------ | ------------ | ------------ | ------------ | ------------ | ------------ | ------------ | ------------ | ------------ | ------------ |
| 最高気温記録 °C （°F） | 32 (90)      | 32 (90)      | 32 (90)      | 32 (90)      | 34 (93)      | 32 (90)      | 35 (95)      | 37 (99)      | 36 (97)      | 33 (91)      | 32 (90)      | 32 (90)      | 37 (99)      |
| 平均最高気温 °C （°F） | 28 (82)      | 28 (82)      | 28 (82)      | 28 (82)      | 30 (86)      | 31 (88)      | 31 (88)      | 31 (88)      | 31 (88)      | 30 (86)      | 29 (84)      | 28 (82)      | 30 (86)      |
| 日平均気温 °C （°F）   | 26 (79)      | 26 (79)      | 26 (79)      | 27 (81)      | 27 (81)      | 28 (82)      | 29 (84)      | 29 (84)      | 29 (84)      | 28 (82)      | 27 (81)      | 26 (79)      | 27 (81)      |
| 平均最低気温 °C （°F） | 23 (73)      | 23 (73)      | 23 (73)      | 25 (77)      | 25 (77)      | 26 (79)      | 26 (79)      | 26 (79)      | 26 (79)      | 26 (79)      | 25 (77)      | 24 (75)      | 23 (73)      |
| 最低気温記録 °C （°F） | 18 (64)      | 20 (68)      | 21 (70)      | 20 (68)      | 18 (64)      | 20 (68)      | 22 (72)      | 22 (72)      | 22 (72)      | 22 (72)      | 21 (70)      | 20 (68)      | 18 (64)      |
| 降水量 cm （inch）     | 7 (2.8)      | 4 (1.6)      | 4 (1.6)      | 7 (2.8)      | 9 (3.5)      | 7 (2.8)      | 8 (3.1)      | 11 (4.3)     | 11 (4.3)     | 9 (3.5)      | 11 (4.3)     | 9 (3.5)      | 102 (40.2)   |
| % 湿度                 | 77           | 76           | 76           | 76           | 77           | 76           | 76           | 76           | 76           | 77           | 78           | 77           | 76           |
| 出典：Weatherbase      |              |              |              |              |              |              |              |              |              |              |              |              |              |